# Attentat d'Aïn Allah
L'attentat d'Aïn Allah est un attentat qui a eu lieu le 3 août 1994 dans la cité d'Aïn Allah à Dely Ibrahim contre du personnel diplomatique français.

## Déroulement
Le matin de 3 août 1994, sept hommes armés se présentent à visage découvert à bord de deux fausses voitures de la police algérienne à la cité d'Aïn Allah, une résidence qui abrite l'ambassade de France à Alger, ainsi que le personnel diplomatique et des militaires de la Gendarmerie nationale française (escadrons de Valenciennes et Limoges EGM 31/4) dont la mission est de protéger les ressortissants français sur place.
L'entrée dans les lieux se révèle plus compliquée pour les terroristes qui changent leurs plans et réalisent une prise d'otages. Plusieurs personnes sont exécutées. Une voiture piégée est laissée sur place, mais n'explose pas.

## Victimes
Il y a six victimes françaises : cinq morts (trois gendarmes mobiles et deux agents consulaires) et un blessé grave (un gendarme mobile),. 
| Nom                | Situation | Âge    | Infos                                                                                                  | Sources |
| ------------------ | --------- | ------ | --- | ------- |
| Stéphane Salomon   | Décédé    | 31 ans | Gendarme de l'EGM 14/9 ; 10 ans de services.                                                           | ,       |
| Jean-Michel Serlet | Décédé    | 23 ans | Gendarme de l'EGM 14/9 ; 4 ans de services.                                                            | ,       |
| Fabrice Decamps    | Décédé    | 25 ans | Gendarme de l'EGM 23/9 ; 7 ans de services.                                                            | ,       |
| Gérard Tourreille  | Décédé    | 42 ans | Secrétaire administratif en chef, consul adjoint au consulat général de France à Alger.                | ,       |
| Armand Bard        | Décédé    | 28 ans | Fonctionnaire du ministère du Budget, en poste à la paierie générale de l'ambassade de France à Alger. | ,       |
| Christophe Magnier | Blessé    |        | Gendarme de l'EGM 14/9 ; 7 ans de services.                                                            | ,       |

## Responsabilité
L'attentat est revendiqué par le Groupe islamique armé (GIA), dans le cadre de la guerre civile algérienne.